# Сигневич, Игорь Владимирович
Игорь Владимирович Сигневич (род. 22 марта 1980 года в г. Береза, Брестской области) — белорусский спортсмен, чемпион мира по гиревому спорту (IGSF), (WKSF), мастер спорта Республики Беларусь международного класса по гиревому спорту. Представляет БФСО «Динамо», заместитель председателя ОО «Белорусская федерация гиревого спорта» по связям с общественностью.

## Биография
Родился 22 марта 1980 года в г. Березе Брестской области в семье военнослужащего. В 1987 году поступил, а в 1997 году закончил 10 классов СШ № 1 г. Березы, где и приобщился к занятиям атлетизмом и гиревым спортом. Продолжил заниматься гиревым спортом в Брестском государственном педагогическом университете, в который Игорь поступил в 1997 году и закончил в 2002 году. Первыми тренерами был Шумович Андрей Евгеньевич и его родной брат Вадим Сигневич.
Сигневич И. В. женат воспитывает двоих детей.

## Достижения
Двукратный чемпион Белоруссии по гиревому спорту в двоеборье — 2001 г., 2006 г., неоднократным призером Чемпионатов Республики Беларусь — 3 место в двоеборье (2000 г.), 2 место в двоеборье (2005 г.), 2 место в толчке гирь по длинному циклу (2006 г.), Кубков Республики Беларусь — 2 место в двоеборье (2001 г.), 3 место в двоеборье (2006 г.), 2 место в рывке (2006 г.).
На протяжении многих лет входит в состав сборной команды Республики Беларусь по гиревому спорту. Выступая на Чемпионатах Мира по гиревому спорту (1999, 2001, 2002, 2004, 2007, 2008, 2015, 2016, 2017, 2018 г.г.) добился следующих результатов: третье место в рывке, четвертое место в сумме двоеборья (2007 г, США), третье место в гиревой эстафете (2008 г, Италия) выступая в категории до 70 кг. С 2015 года Игорь Сигневич принимает решение выступать в более легких весовых категориях и на ближайшем Чемпионате мира по длинному циклу становится чемпионом в весовой категории до 65 кг (г. Печ, Венгрия, МФГС). Далее на Чемпионатах мира 2015 года в г. Целе, Словения, 2016 года в г. Турин, Италия, 2017 года в г. Лутраки, Греция (все по версии МФГС) ему нету равных и в двоеборье в весовой категории до 65 кг. В 2018 году на Чемпионате мира (г. Ванцагелло, Италия, WKSF) по двоеборью в категории до 63 кг — серебро.
C 2015 года мастер спорта международного класса Республики Беларусь.

## Общественная деятельность
Организатор спортивно развлекательных силовых программ, посвященных Дню независимости Республики Беларусь, в городах: Минск, Береза, Червень. Совместно с телекомпанией «Столичное телевидение» и федерацией гиревого спорта Республики Беларусь в 2009 году провел благотворительную акцию в Детском доме № 6 г. Минска. Совместно с телекомпанией «Второй национальный телеканал» (ОНТ) явился организатором и участником съемок программы «Контуры», посвященную развитию гиревого спорта на территории Республики Беларусь. Организатор спортивных шоу-программ по гиревому спорту в рамках международных Фестивалей силы и красоты в г. Медзиздрое (2004, 2005, 2006), международных турниров по гиревому спорту в г. Тересполе (2003, 2004), Гданске (2012, 2013, Польша).

## Политические взгляды
Подписал открытое письмо спортивных деятелей страны, выступающих за действующую власть Беларуси после жестких подавлений народных протестов в 2020 году

## Награды
- 15.07.2015 Нагрудный знак «75-лет милиции Минской области»;
- 21.10.2015 Нагрудный знак БФСО «Динамо» — «За отличие»;
- 28.11.2017 Нагрудный знак МЧС «80-лет пожарно-спасательному спорту»;
- 2016, 2017, 2018 Благодарности Министерства спорта и туризма и БФСО «Динамо».